# Alchemilla heterotricha
Alchemilla heterotricha es una especie de planta del género Alchemilla, perteneciente a la familia Rosaceae.

## Taxonomía
Alchemilla heterotricha fue descrita por Rothm. en 1938.

## Distribución
Se encuentra en el territorio de Serbia hasta el norte de Grecia.